# ݣ
ݣ حرف من الحروف الإضافية في الأبجدية العربية. يضاف هذا الحرف إلى الأبجدية العربية لترجمة بعض الأحرف الأجنبية ترجمة صوتية.
ويرمز حرف شبيه له (ڭ) في جمهورية الصين الشعبية إلى صوت الجيم غير المعطشة.وهو  ايضا حرف في اللغة الاويغورية أضيف للأبجدية العربية لترميز صوت غير موجود في العربية، وهو /ŋ/ (الطبقي الأنفي)

## الكتابة
| الموقع من الكلمة: | معزول | بدائي | وسطي | نهائي |
| ----------------- | ----- | ----- | ---- | ----- |
| شكل الحرف:        | ݣ     | ݣـ    | ـݣـ  | ـݣ    |